# Magodu, Arkalgud
Magodu là một làng thuộc tehsil Arkalgud, huyện Hassan, bang Karnataka, Ấn Độ.